# Diorhabda rybakowi
Diorhabda rybakowi is een keversoort uit de familie bladkevers (Chrysomelidae). De wetenschappelijke naam van de soort werd in 1890 gepubliceerd door Julius Weise.